# آرثر ديليسل
آرثر ديليسل هو سياسي كندي، ولد في 15 مارس 1859 في Capitale-Nationale ‏ في كندا، وتوفي في 10 أبريل 1936 في مونتريال في كندا. نشط حزبياً في الحزب الليبرالي الكندي. وقد انتخب عضو مجلس العموم الكندي.